# Tschernomorez-Burgas-Balgaria
Der PSFK Tschernomorez Burgas Balgarija (bulgarisch ПСФК Черноморец Бургас България), kurz auch TM Burgas Sofia, ist ein bulgarischer Fußballverein aus Sofia, der bis 2001 PSFK Tschernomorez Burgas hieß, 2001 mit dem Sofioter Klub FC Conegliano German (bulgarisch ФК Конелиано Герман) vereint wurde und bis 2006 den Namen Tschernomorez Burgas (Sofia) trug. 2006 schaffte der Klub den Aufstieg in die A Grupa, die erste bulgarische Liga, stieg jedoch nach Ende der Saison ab. Seit 2007 trägt er den aktuellen Namen, verfügt jedoch über keine Spiellizenz und ist nicht mit dem Erstligisten FC Tschernomorez Burgas zu verwechseln.

## Geschichte
Während der Sommerpause 2006 kaufte der Geschäftsmann Iwajlo Draschew aus Burgas die Lizenz des Firmenteams der Filiale des italienischen Unternehmens Conegliano aus German, einem Vorort Sofias. Drashev benannte den Klub um in PFK Tschernomorez Burgas-Sofia; unter diesem Namen nahm die Mannschaft in der Saison 2006/2007 an der bulgarischen Meisterschaftsrunde teil. Der Klub hatte jedoch zum ersten Spiel nicht die vorgeschriebenen fünf Nachwuchsspieler angemeldet, das Match fiel aus; am zweiten Spieltag konnte der Verein die Sicherheitsanforderungen nicht erfüllen, so dass auch das zweite Spiel nicht stattfand. Ein Ausschluss des Teams wurde vom Verband diskutiert; es gab als Strafe jedoch lediglich drei Minuspunkte. Nach der Saison stieg Burgas auf dem letzten Tabellenplatz in die B Grupa ab – mit −2 (minus 2) Punkten, da das Team in den 30 Saisonspielen nur ein einziges Unentschieden erreichte (Tordifferenz: 8:131). Der Verein bestritt seine Heimspiele in der A Grupa im Nationalstadion „Wasil Lewski“ in Sofia.
Nach der Saison 2006/07 wurde der Verein erneut umbenannt und in die Stadt Burgas umgesiedelt.